# Samsung YP-U1
Samsung YP-U1 — миниатюрный аудиоплеер, плейдрайв компании Samsung Electronics. Первый плеер Yepp U серии.
Плеер имеет встроенный USB штекер, с помощью которого подсоединяется к компьютеру. Поддерживается MTP или UMS (в зависимости от региона). При подсоединении к компьютеру аккумулятор заряжается.
Плеер оснащен системой усиления низких частот Bass Booster и системой обработки звука SRS WOW.
- Поддерживаемые форматы файлов: MP3, WMA, OGG, ASF.
- Битрейт: 8-320 Кбит/с MP3, 48-192 Кбит/с WMA, ASF, Q0-Q9 OGG.

Есть модификации на 256 Мб (YP-U1V), 512 Мб (YP-U1X), 1 Гб (YP-U1Z) и 2 Гб (YP-U1Q).
В комплект поставки входят:
- Плеер
- Наушники
- USB-кабель
- Шнурок для ношения на шее
- Компакт-диск с драйверами и ПО
- Инструкция по эксплуатации